# Sede titolare di Slebte
Slebte (in latino Slebtensis seu Sancti Fiaci inter montes) è una sede vescovile titolare della Chiesa cattolica.

## Storia
Sletty (Sléibhte in irlandese), nella contea di Laois (provincia di Leinster), fu sede di un monastero, fondato da san Fiacc, monaco consacrato da san Patrizio nel V secolo e morto nel 510. Secondo le usanze della Chiesa irlandese, san Fiacc svolse le funzioni di abate-vescovo, l'unico conosciuto per questo monastero. Secondo Edward O'Leary, le prerogative episcopali passarono nel VII secolo agli abati di Leighlin.
Dal 1969 Slebte è annoverata tra le sedi vescovili titolari della Chiesa cattolica; dal 28 luglio 2016 il vescovo titolare è Stephen Chirappanath, visitatore apostolico per i fedeli siro-malabaresi residenti in Europa.

## Cronotassi

### Vescovi
- San Fiacc (fine V secolo - 510)

### Vescovi titolari
- Paul Schruers † (25 aprile 1970 - 15 dicembre 1989 succeduto vescovo di Hasselt)
- Terrence Thomas Prendergast, S.I. (22 febbraio 1995 - 30 giugno 1998 nominato arcivescovo di Halifax)
- Józef Wesołowski † (3 novembre 1999 - 27 agosto 2015[1] deceduto)
- Stephen Chirappanath, dal 28 luglio 2016